# John L. Phillips
Pour les articles homonymes, voir John Phillips et Phillips.
John Lynch Phillips est un astronaute américain né le 15 avril 1951.

## Vols réalisés
- Endeavour STS-100, lancée le 19 mai 2001.
- Il s'envole pour l'ISS le 15 avril 2005 à bord de Soyouz TMA-6, pour faire partie de l'Expédition 11 pendant 6 mois.
- STS-119 lancée le 15 mars 2009 : pour amener la poutre S6 de la Station spatiale internationale avec ses panneaux solaires.